# Czajki (Kościelisko)
Czajki – część wsi Kościelisko w Polsce w województwie małopolskim, w powiecie tatrzańskim,  w gminie Kościelisko.
W latach 1975–1998 Czajki administracyjnie należały do województwa nowosądeckiego.